# We Are Afghan Women
We Are Afghan Women: Voices of Hope (Tạm dịch: Chúng tôi là phụ nữ Afghanistan: Tiếng nói của hy vọng) là một cuốn sách thuộc thể loại phi hư cấu năm 2016 viết về quyền của phụ nữ ở Afghanistan. Ấn phẩm này được Viện George W. Bush tại Trung tâm Tổng thống George W. Bush xuất bản, với lời đề tựa của cựu Đệ nhất phu nhân Laura Bush.

## Nội dung
Lời đề tựa trong sách do Cựu đệ nhất phu nhân Laura Bush chấp bút. Cuốn sách là tập hợp những câu chuyện đời thường của phụ nữ Afghanistan. Cuốn sách nói về những người phụ nữ Afghanistan kiên cường bất chấp mọi khó khăn nhằm dẫn dắt đất nước Afghanistan đi đến một tương lai tốt đẹp hơn.